# John Fantham
John Fantham (Sheffield, 6 de febrero de 1939 - Ibídem, 24 de junio de 2014) fue un futbolista británico que jugaba en la demarcación de delantero.

## Biografía
Debutó como futbolista en 1956 con 17 años de edad con el Sheffield Wednesday FC. Jugó en el club un total de 435 partidos y marcó 167 goles, siendo hasta la fecha el máximo goleador del club tras la guerra. En 1959 se hizo con el Football League Championship. En 1966 además llegó a jugar la final de la FA Cup, perdiendo contra el Everton FC. En 1969 se fue traspasado al Rotherham United FC, y dos años después fue el Macclesfield Town FC quien se hizo con sus servicios por una temporada, retirándose al final de la misma.
Falleció el 24 de junio de 2014 a los 75 años de edad tras una larga enfermedad.

## Selección nacional
Jugó un partido con la selección de fútbol de Inglaterra el 28 de septiembre de 1961 contra Luxemburgo en un partido de clasificación para la Copa Mundial de Fútbol de 1962.

## Clubes
| Club                   | País       | Año         | Partidos | Goles |
| ---------------------- | ---------- | ----------- | -------- | ----- |
| Sheffield Wednesday FC | Inglaterra | 1956 - 1969 | 435      | 167   |
| Rotherham United FC    | Inglaterra | 1969 - 1971 | 51       | 8     |
| Macclesfield Town FC   | Inglaterra | 1971 - 1972 | 37       | 5     |

## Palmarés

### Campeonatos nacionales
| Título                       | Club                   | País       | Año  |
| ---------------------------- | ---------------------- | ---------- | ---- |
| Football League Championship | Sheffield Wednesday FC | Inglaterra | 1959 |